# 동천왕
동천왕(東川王, 209년 음력 9월 ~ 248년 음력 9월, 재위 : 227년 음력 5월 ~ 248년 음력 9월)은 고구려의 제11대 국왕이다. 동양왕(東襄王)이라고도 하며, 산상왕(山上王)의 아들로 휘는 우위거(憂位居)다. 어릴 때 이름은 교체(郊彘)이고, 위궁(位宮)은 그의 별명이다. 어머니는 관노부(灌奴部) 주통촌(酒桶村) 출신의 소후(小后)이다.
동천왕 시기에는 위나라의 침입으로 수도가 함락되고 왕은 남옥저로 달아나는 사태로 국가적 위기를 겪었다. 전후 복구에 성공한 점에 대해 백성들의 지지를 받고, 국력 회복에 힘썼다는 평을 받는다.

## 생애
산상왕과 소후의 사이에서 태어나 아명은 '교체'라고 하였다. 교제(郊祭)에 쓸 돼지와 관련된 사건으로 태어났다는 의미이다. 위궁이라는 별명은 태어나면서부터 눈을 뜨고 사물을 본 것이 태조왕(太祖王) 궁(宮)과 닮았다고 하여 붙였다고 한다. 그러나 삼국사기 고구려본기, 중국의 북사 등에는 위궁을 그의 이름이 아닌 아버지 산상왕의 이름으로 기록하고 있다.
《삼국사기(三國史記)》고구려본기의 일부와 《삼국유사 (三國遺史)》, 중국의 《북사》(北史)에는 산상왕의 다른 이름으로 위궁(位宮)이라 하면서 태조왕의 증손자라 한다. 그러나 삼국사기 고구려본기의 다른 기사 및 삼국유사의 다른 기록에는 산상왕의 아버지인 신대왕은 태조왕의 동생이라 지목한다. 산상왕의 기록을 산상왕의 장남인 동천왕 기록을 잘못 기록한 것으로 보아 동천왕을 태조왕의 증손자라 해도, 신대왕이 태조왕의 동생이라는 삼국사기 내 다른 기사와 서로 앞뒤가 맞지 않는다. 신대왕을 태조왕의 동생으로 본다면 동천왕은 태조왕의 조카손자뻘이 된다.
형사취수로 결혼한 산상왕은 우씨와의 사이에는 자녀가 없었고, 주통촌 출신의 후녀(后女)와의 사이에서 209년에 동천왕이 태어나자 소후(小后)로 세웠다.
동천왕은 성품이 너그럽고 어질어서 화를 내지 않았다고 한다. 《삼국지》 기록에서의 동천왕은 용감하고 힘이 세었으며, 말을 잘 타고 사냥에서 활을 잘 쏘았다고 한다. 213년에 태자가 되었고, 227년에 왕위에 올랐다. 치세 초기에는 오(吳)와 우호관계를 유지하였는데, 234년에 위(魏)와 화친한 이래 236년에는 오왕(吳王) 손권(孫權)의 사신 호위(胡衛)를 처형하고 목을 위에 보내기도 하였다. 또한 238년에는 위가 요동의 공손연(公孫淵)을 토벌하자 군사 1,000여 명을 보내 위를 도왔다.
그러나 공손연이 멸망하고 위와 직접 국경을 맞대게 되면서 고구려와 위의 관계는 험악하게 변하였다. 242년 위(魏) 요동의 서안평(西安平)을 공격하였으나 실패하였으며, 244년 유주자사 관구검(毌丘儉)이 고구려를 침공하였다. 동천왕은 관구검의 군대를 비류수(沸流水)에서 한 번, 양맥곡(梁貊谷)에서 한 번씩 격파했으나, 그 다음 벌어진 전투에서 아군이 패해 1만 8천 명이 죽었다.
동년 10월 관구검은 환도성(丸都城)을 공격하려 함락시키고 사람을 죽였으며, 현도태수(玄菟太守) 왕기(王頎)를 보내 도망친 왕을 추격했다. 동천왕은 유유(紐由)의 계책으로 위나라 장수 하나를 죽여 적을 혼란시킴으로써, 왕기의 군대를 물리치는 데 성공하였다. 수도로 귀환한 동천왕은 환도성이 전화(戰火)를 입어 도읍으로 적당하지 않다고 여겨, 247년에 임시로 평양성(平壤城)을 쌓고, 수도를 임시로 옮겼다. 이때의 평양성은 지금의 평양직할시 일대가 아니라 독로강(禿魯江: 將子江) 유역의 강계 지역으로 보거나 지안[集安]의 평지 지대로 보는 견해도 있으나 분명치 않다.
한편, 245년에는 신라와의 전쟁 기록, 248년에는 신라와의 화친 기록이 있으나 사실 여부는 의심받고 있다. 248년에 왕이 죽었으니 나라 사람들이 슬퍼하여 스스로 목숨을 끊는 자가 많았다고 한다.

## 가족 관계
- 아버지 산상왕(山上王, ? ~227, 재위 197~227)
- 어머니 : 관노부(灌奴部) 주통촌(酒桶村) 출신의 산상왕 소후(小后)
  - 왕비 : 미상
    - 아들: 연불(然弗) - 제12대 왕 중천왕이 된다.
    - 아들: 예물(預物, ? - 248) - 중천왕의 동생으로 248년에 반란을 일으켰다가 살해된다.
    - 아들: 사구(奢句, ? - 248) - 중천왕의 동생으로 248년에 반란을 일으켰다가 살해된다.

  - 후궁: 미상 - 《삼국사기》 동천왕 19년 3월 동해(東海) 사람이 미녀를 왕에게 바친다. 동천왕은 그녀를 후궁으로 받아 들었다.' 부분.

## 동천왕을 섬긴 사람들
- 고우루(高優婁)
- 득래(得來)
- 밀우(密友)
- 명림어수(明臨於漱)
- 유유(紐由)
- 다우(多優)
- 유옥구(劉屋句)

## 같이 보기
- 관구검
- 밀우
- 유유
- 득래
- 고구려-위 전쟁
- 백제
  - 구수왕 (214년~234년)
  - 사반왕 (234년)
  - 고이왕 (234년~286년)
- 신라
  - 내해 이사금 (196년~230년)
  - 조분 이사금 (230년~247년)
  - 첨해 이사금 (247년~261년)
- 가야
  - 거등왕 (199년~253년)
- 왜
  - 진구황후 (200년~270년)
- 위
  - 위 열조 명제 (226년~239년)
  - 조방 (239년~254년)
- 촉한
  - 촉한 유주 (223년~263년)
- 동오
  - 오 태조 대제 (229년~252년)

| 전 대 산상왕 | 제11대 고구려 국왕 227년 - 248년 | 후 대 중천왕 |